# Napal Baji
Napal Baji (나팔바지?) è un singolo del rapper sudcoreano Psy, estratto dal suo sesto album in studio PSY 7th Album e pubblicato il 30 novembre 2015.

## Video musicale
Il video ufficiale del brano è stato pubblicato il 30 novembre 2015 sul canale YouTube ufficiale di Psy.

## Classifiche
| Classifica (2015) | Posizione massima |
| ----------------- | ----------------- |
| Corea del Sud     | 2                 |